# Ectadia
Ectadia is een geslacht van rechtvleugeligen uit de familie sabelsprinkhanen (Tettigoniidae). De wetenschappelijke naam van dit geslacht is voor het eerst geldig gepubliceerd in 1878 door Brunner von Wattenwyl.

## Soorten
Het geslacht Ectadia omvat de volgende soorten:
- Ectadia angusta Gorochov, 2009
- Ectadia apicalis Liu, Kang & Liu, 2004
- Ectadia fulva Brunner von Wattenwyl, 1893
- Ectadia mistshenkoi Gorochov, 2009
- Ectadia obsolescens Liu, Kang & Liu, 2004
- Ectadia pilosa Brunner von Wattenwyl, 1878
- Ectadia sinuata Liu, Kang & Liu, 2004
- Ectadia sulcata Xia & Liu, 1990